# Protonemura vandeli
Protonemura vandeli är en bäcksländeart som beskrevs av Berthélemy 1963. Protonemura vandeli ingår i släktet Protonemura och familjen kryssbäcksländor. Inga underarter finns listade i Catalogue of Life.